# Isanosaurus attavipachi
Isanosaurus attavipachi (букв. «північно-східний таїландський ящір») — вид ящеротазових динозаврів, що існував наприкінці тріасового періоду (214—201 млн років тому). Скам'янілі рештки динозавра знайдені у 1998 році в Таїланді. Динозавр погано вивчений і його взаємозв'язки з іншими ранніми завроподами залишаються невирішеними.

## Назва
Родова назва Isanosaurus означає «ящер з Ісану» — історичного регіону на північному сході Таїланду. Вид attavipachi названо на честь генерального директора департаменту мінеральних ресурсів Таїланду П. Іттавітаха.

## Опис
Єдиний знайдений зразок включає шийний хребець, спинний хребець, частину другого спинного хребця, шість хвостових хребців, два шеврони, фрагменти ребер, праву пластину грудини, праву лопатку і ліву стегнову кістку. Тварина завдовжки досягала 6,5 м, стегнова кістка — 76 см. Однак, хребетні невральні арки були знайдені окремо від тіл хребців, що вказує, що ці елементи не зрослися один з одним. Таким чином, знайдена особина ще, напевно не досягла свого повного розміру.
Ранні завроподоподібні були примітивними двоногими. Isanosaurus, будучи одним з перших завроподів, вже показує пристосованість до пересування на всіх чотирьох ногах. Ноги були колонного типу, що видно по міцній і прямій стегновій кістці. У прозавроподів, а також у базального завропода Antetonitrus, стегнова кістка була злегка сигмоподібною (зігнутої у формі літери S).
Шийні хребці були опуклими в передній частині й увігнутими в задній. Хвостовий хребець, з іншого боку був увігнутим з двох сторін. Спинні відростки хребців були дуже високими, як у деяких пізніших завроподів, на відміну від низьких хребцевих відростків прозауроподів. Бічні сторони хребців були увігнутими, але не так глибоко вдавлені (структури, відомі як плевроцелі), як у пізніших завроподів.
В Isanosaurus голівка стегнової кістки знаходиться під кутом близько 45 градусів до осі стегнової кістки. Вона зчленована з тазом вгорі й злегка в бічному напрямку. Таким чином, стегнова кістка нахилена трохи назовні. Це можна розцінювати як те, що завроподи відділилися від спільного предка динозаврів ще до того, як еволюціонували прямостоячі задні кінцівки. Отже, вони розвинули прямоходіння пізніше і зовсім незалежно. Це дозволило їм зберегти п'ять функціональних пальців.